# Eugen Loderer
Eugen Loderer, né le 28 mai 1920 à Heidenheim an der Brenz et mort en février 1995 à Planegg, est un responsable syndical et homme politique allemand.

## Biographie
Eugen Loderer naît le 28 mai 1920 à Heidenheim an der Brenz.
Il est président de IG Metall de 1972 à 1983. Du 17 juillet 1979 au 14 janvier 1980 il est membre du parlement européen.
Il meurt le 8 ou 9 février 1995 à Planegg.